# Bayernbund für Deutschlands Neubau
Der Bayernbund für Deutschlands Neubau war ein liberaler politischer Verein in München, der von 1919 bis etwa 1930 gegen Bestrebungen des Separatismus in Bayern eintrat. Er ist nicht zu verwechseln mit dem 1919 gegründeten Bayernbund um Otto Ballerstedt, der entgegen gesetzte, also partikularistische Positionen vertrat, oder mit dem Heimatverein Bayernbund (gegründet 1921 als Bayerischer Heimat- und Königsbund: In Treue fest).

## Hintergrund
Radikaler Föderalismus, Partikularismus und Separatismus gehörten bereits im Kaiserreich zu wichtigen Strömungen in der bayerischen Politik, insbesondere in Parteien wie der Bayerischen Patriotenpartei / Bayerischen Zentrumspartei. Diese Richtung verstärkte sich nach der Novemberrevolution 1918. Ideen der Ablösung vom Reich, das von Preußen dominiert war, waren sowohl bei konservativ-katholischen königstreuen Anhängern des Hauses Wittelsbach als auch bei Republikanern und Sozialisten wie dem revolutionären Ministerpräsidenten Kurt Eisner verbreitet, der im November 1918 den Abbruch der diplomatischen Beziehungen nach Berlin verkündete und mit dem Abfall des Freistaats vom Reich drohte. Teilweise waren diese Ideen mit Utopien von einer „Donauföderation“ verbunden, die Bayern mit Deutsch-Österreich und den Südweststaaten bis zum Rhein verbünden sollte. Bayerns innere Wirren, Räterepublik und Bürgerkriegszustände reduzierten den weißblauen Einfluss auf die Verfassungsberatungen der Weimarer Nationalversammlung, die eine stärker zentralistische Reichsverfassung schuf. Die 1918 um Georg Heim gegründete Bayerischen Volkspartei (BVP), die antisozialistischen Einwohnerwehren und ultrakonservative Politiker wie Gustav von Kahr mit seiner Konzeption von Bayern als „Ordnungszelle“ wurden zu Treibern einer aggressiven Abgrenzungspolitik gegen Berlin, die sich insbesondere gegen die „Marxisten“ in der Reichsregierung richtete. Zwischen 1919 und 1923 kam es mehrfach zu schweren Kollisionen zwischen bayerischer Staatsregierung und Reichsregierung.
In dieser Situation gab aber viele Politiker und Beamte, sowohl in Bayern als auch in anderen Ländern und der Reichshauptstadt, die sich um Diplomatie und Ausgleich bemühten sowie die öffentliche Meinung in Bayern zu einer reichsfreundlicheren umsteuern wollten.

## Gründung
Im Januar und Februar 1920 begann ein Kreis in der reichsfreundlichen Deutschen Demokratischen Partei mit den Vorbereitungen, um ein öffentliches Gegengewicht gegen die separatistischen Bestrebungen zu schaffen. Ein wichtiger Motor war der frühere Nürnberger Oberbürgermeister Otto Geßler, der seit Oktober 1919 Reichsminister für Wiederaufbau in der Reichsregierung Bauer war. Sein Vertrauter, der Münchner Verleger und DDP-Funktionär Georg Osterkorn, lancierte in der Presse Ankündigungen für einen neuen politischen Verein, der als überparteiliche Kampagnenplattform dienen sollte, den Bayernbund für Deutschlands Neubau.
Bereits die Namensgebung war eine Provokation, da es seit 1919 bereits einen um Otto Ballerstedt gegründeten Bayernbund gab, der ein partikularistisch-monarchistisches Programm vertrat.
Ein vorbereitender Ausschuss formulierte einen Gründungsaufruf. Dem Ausschuss gehörten neben Osterkorn als Geschäftsführer fünf weitere Personen an: der Geografieprofessor und früheren Fortschrittspartei-Reichstagsabgeordneten Siegmund von Günther, Krupp-Direktor Ernst Eppner, der DDP-Landesvorsitzende und Landtagsabgeordnete Georg Hohmann, Rechtsprofessor Karl Rothenbücher und der Zigarettenfabrikant Eugen Zentz, Finanzier von Einwohnerwehren und führendes Mitglied der Vaterländischen Verbände. Im Gründungsaufruf hieß es, der Bayernbund werde die Reichsverfassung „gegen alle Zerschlagungsversuche verteidigen, weil aus ihnen nur neue Verwirrung, Rechtsunsicherheit und Gesetzlosigkeit entspringen könnten“. Er sei berufen, „gegenüber der erschreckend angewachsenen Gefahr einer Separation für die unbedingte Zugehörigkeit Bayerns zum Reiche einzutreten“. Die Rhetorik war nationalistisch geprägt; zentral war ein Appell an die Einigkeit der deutschen Stämme gegen die Kriegsgegner und den Versailler Vertrag. Die Bayern sollten ihren deutschen Brüdern ihre Zuverlässigkeit beweisen und zu einem „Rütlischwur“ antreten. Der Verein sollte vor allem auf Öffentlichkeitsarbeit setzen, insbesondere die „Veranstaltung deutscher Tagfahrten in allen Gauen Bayerns, vorab in jenen Gegenden, die vom Geiste des Separatismus besonders bedroht erscheinen. Die Tagfahrten sind gedacht als würdige Kundgebungen und sollen Prologe, Ansprachen, Instrumental- und Gesangsvorträge, Massenchöre usw. umfassen.“
Zur Gründungsversammlung am 15. Februar 1920 in der Neuen Börse am Maximiliansplatz l waren nur Teilnehmer mit persönlicher Einladung zugelassen. In der Reitmorstraße 23 wurde eine Geschäftsstelle eingerichtet. Die Gruppe meldete den Verein gerichtlich als politischen Verein an, als Vereinszweck wurde „Bekämpfung aller separatistischer Bestrebungen in Bayern“ angegeben. Als Hauptredner formulierte Georg Hohmann: „Die Parole heißt: Gut bayrisch und gut deutsch!“ Die bayerische, aber auch die überregionale Presse berichtete ausführlich.

## Aktivitäten 1920
Geschäftsführer Osterkorn veröffentlichte in seinem eigenen Verlag, der Verlagsanstalt München-Pasing, erste Werbeschriften. Dazu gehörten etwa eine Broschüre mit einer Abhandlung des DDP-Landesvorsitzenden und Landtagsabgeordneten Georg Hohmann gegen die „Sonderbündelei des Herrn Dr. Heim“ (gemeint: Georg Heim) und ein Liederheft mit zahlreichen deutsch-nationalen Gesangstexten für das gemeinsame Singen bei den „deutschen Tagfahrten“, also Veranstaltungen. Außerdem erschien eine von August Mohr zusammengestellte Argumentationshilfe für Redner zum Versailler Vertrag.
Der Verein sollte überparteilich wirken. Tatsächlich war offensichtlich, dass in dem vom DDP-Funktionär Osterkorn schnell organisierten Verein die DDP die treibende Kraft war. „Es ist ja kein Zweifel, dass die Gründung insofern keine ganz glücklich ist, als sie nur von Mitgliedern der deutsch-demokratische Partei ausgeht, deren Namen auf die Bayerische Volkspartei schon wirken wie das rote Tuch auf den Stier“, berichtete der württembergische Gesandte Moser von Filseck am 20. Februar 1920 seiner Landesregierung in Stuttgart. DDP-Politik wie der Landesminister Eduard Hamm räumten die Problematik ein, hofften aber, dass auch Mitglieder anderer Parteien zum Beitritt bewegen ließen, „insbesondere von der deutsch-nationalen Partei und von der Mehrheitssozialdemokratie“.
Auftakt der Vereinsaktivitäten sollte eine große Kundgebung am 29. Februar 1920 sein, bei der Militärkapellen und der Chor des Nationaltheaters auftraten und Reichsminister Otto Geßler zu „Deutschland nach Versailles“ sprach. Dafür mietete der Verein in München-Haidhausen im größten Saalbau Deutschlands den Kindl-Keller, der 6000 Gäste fasste und im überdachten Biergarten weitere Plätze bot. Dieser Veranstaltungsort gegenüber vom Bürgerbräukeller war damals ein wichtiger Ort des politischen Lebens in München, u. a. hatte hier 1914 Rosa Luxemburg eine wichtige Antikriegsrede gehalten.
Zwei Tage vor der Veranstaltung enthüllten die führenden Organe der Bayerischen Volkspartei, der Bayerische Kurier und die Augsburger Postzeitung, brisante Informationen über den Bayernbund und die angekündigte Kundgebung. Die Gründung sei in Berlin geplant worden, der preußische Gesandte in München, Julius Graf von Zech-Burkersroda, koordiniere und finanziere den Verein, und die Führung des Vereins bestehe aus getarnten Norddeutschen (gemeint war der in Thüringen geborene DDP-Politiker Hohmann). Dieser „preußische Bayernbund“ wolle den Kampf gegen Bayerns Selbstständigkeit „unter falscher Maske“ führen. Er manipuliere die öffentliche Meinung: „Er überschütte bereits kleine Provinzredaktionen mit seinen Erzeugnissen, und leider seien schon einige Provinzredakteure auf den Bauernfang hereingefallen“, hieß es im Kurier. Er behauptete, es würden „preußische Taler“ und „Reichskassenscheine fliegen“. Wahrscheinlich würden die Subventionen unter dem Reichshaushaltstitel „Heimatdienst“ verbucht. Damit deutete er an, dass die der Presseabteilung der Reichsregierung und des Auswärtigen Amts in Berlin unterstehende Reichszentrale für Heimatdienst (RfH) Gelder bereitstellte.
Der Bayernbund stritt die Anschuldigungen ab. Der Kurier habe alles „von Anfang bis zu Ende erfunden“, denn „so will er die Leser gruselig machen“. Der Bayernbund kämpfe „gegen alle Separationsbestrebungen“, trete aber „gegen jeden der Eigenart der deutschen Stämme widersprechenden Berliner Zentralismus“ ein. Er habe es „mit offenem Visier getan, dazu braucht er keine Maske“. Es gebe weder Gründer noch Instruktionen aus Preußen. Es gebe auch keine Unterstützung der RfH. Man würde sie aber ohne Scheu annehmen. „Denn es ist eine wichtige Aufgabe des Heimatdienstes, den Gedanken der Reichserhaltung gegen jeden Zerstörungsversuch zu stärken.“
Entgegen der damaligen Beteuerungen zeigt der Nachlass des Reichsministers Otto Geßler im Bundesarchiv Koblenz, dass die Presseenthüllungen im Kern richtig waren. Der von Geßler schon im November 1919 persönlich beim preußischen Gesandten Julius Graf von Zech-Burkersroda eingeführte Geschäftsführer Osterkorn stellte dem Diplomaten die Kampagnenplanung vor und warb um einen Dispositionsfonds. Im Januar 1920 gab Reichsfinanzminister Matthias Erzberger (Zentrum) 300.000 Mark für die Vereins frei, von der eine erste Charge von 100.000 Mark noch im Januar an die Gesandtschaft überwiesen wurde, um sie dem Verein weiterzureichen.
Die Großveranstaltung im Kindl-Keller wurde laut der linksliberalen Münchner Neuesten Nachrichten eine „machtvolle Kundgebung“, bei der 8000 Gäste gemeinsam das Deutschlandlied sangen. „Die unwahrhaftige, mit niederen Mitteln arbeitende Agitation, die in den letzten Tagen von gewisser Seite gegen den Bund getrieben wurde, hat ihre Wirkung verfehlt“, so die Zeitung. Die konservative Deutsche Allgemeine Zeitung aus Berlin bemerkte, dass bei dem Verein „mit Kinderkrankheiten“ anfangs „die Regie nicht so gut funktionierte“ und bei der Kindl-Keller-Kundgebung ausschließlich Redner der DDP gesprochen hätten, wertete die überparteilichen Zukunftsmöglichkeiten des Vereins aber positiv. Es sei „ein sprechendes Zeichen“, dass der Bayernbund vom Lager Georg Heims als auch der USPD „stark bekämpft“ werde. Eine ähnliche Großveranstaltung kam am 31. Mai 1920 in Nürnberg zustande.
Die Aufmerksamkeit für die Kampagne und die Skandalisierung der undurchsichtigen Geldflüsse stoppte abrupt, als der Kapp-Lüttwitz-Putsch im März 1920 die politische Landschaft im Reich als auch in Bayern erschütterte und veränderte.

## Nach 1920
Der Separatismus wurde indes nicht schwächer, sondern unter der Regierung von Kahr stärker. Entsprechend blieb der Bayernbund noch eine Weile aktiv. Er veröffentlichte 1920 in Zusammenarbeit mit der Reichszentrale für Heimatdienst, Landesbüro Bayern, ein Brevier zum Versailler Vertrag. Im März 1921 veröffentlichte er einen Tätigkeitsbericht über sein erstes Jahr, in der er eine „intensive Landagitation“ mit mehr als 50 Versammlungen in größeren Orten sowie einem „ausgebreiteten, systematischen Pressedienst“ angab.

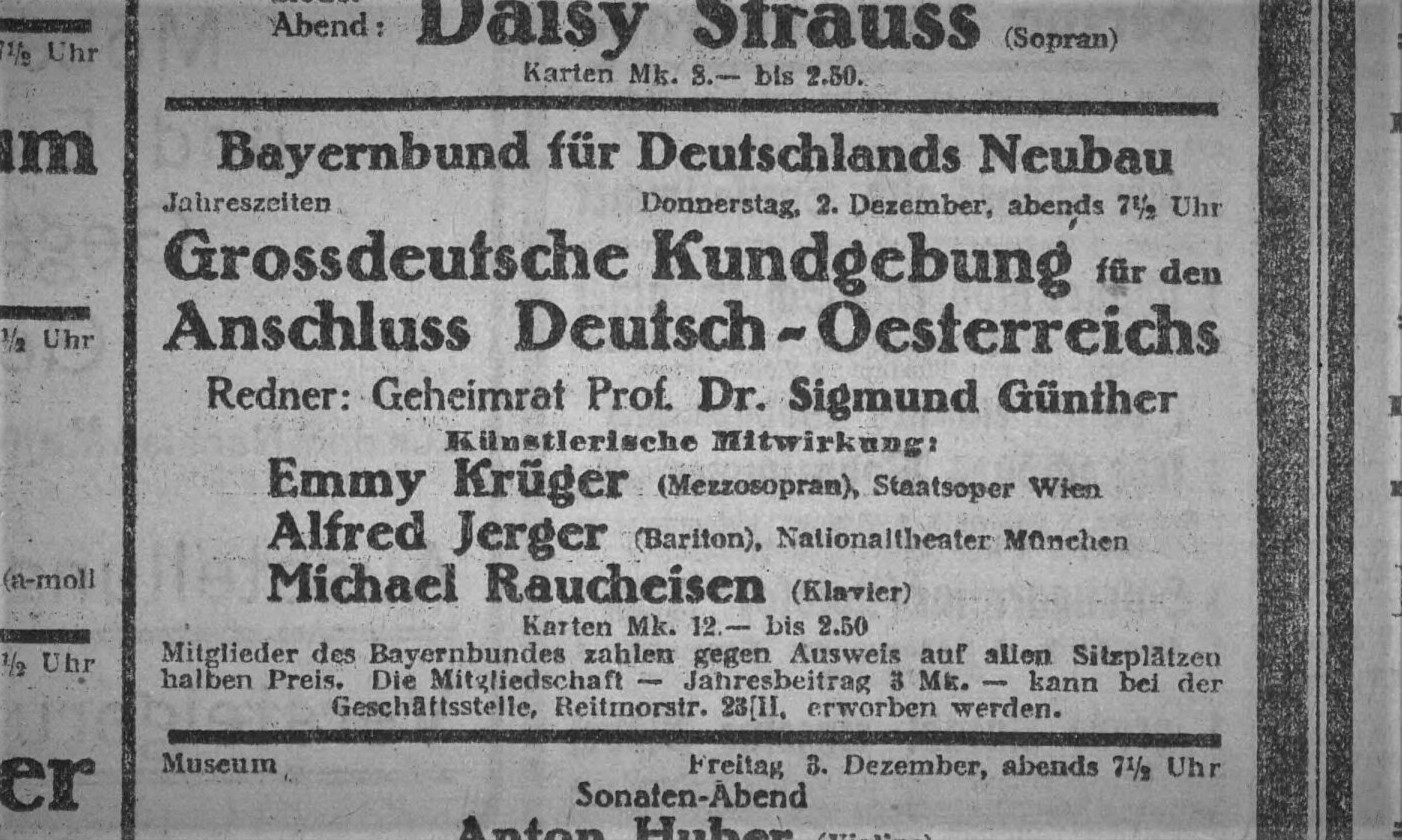
In diesem Inserat des „Süddeutschen Konzertbüros“ im Konzert-Anzeiger der Tageszeitung Münchner Neueste Nachrichten wird für die „Großdeutsche Kundgebung für den Anschluss Deutsch-Österreichs“ am 2. Dezember 1920 geworben, die der Bayernbund für Deutschlands Neubau im Hotel Vier Jahreszeiten ausrichtete. Der Redner war der Geographie-Professor und Bayernbund-Mitgründer Sigmund Günther. Das Musikprogramm wurde mit prominenten Stars angekündigt: Emmy Krüger von der Staatsoper Wien und der Österreicher Alfred Jerger vom Nationaltheater München.

Er richtete weitere Veranstaltungen aus, zum Teil mit Kulturrahmenprogramm mit Theaterschauspielern und Opernsängern, etwa im Dezember 1920 eine „großdeutsche Kundgebung für den Anschluss Deutsch-Österreichs“, im Januar 1921 mit einer an 1871 erinnernden Reichsgründungsfeier im Münchner Konzerthaus Odeon (heute Innenministerium) mit Vizekanzler Rudolf Heinze (DVP), den Geßler vermittelte, oder Vortragsreihen mit Wissenschaftlern und Schriftstellern wie im Februar 1921 zum Versailler Vertrag oder im März 1922 zur außenpolitischen Reichsgeschichte. Noch 1924 meldete er sich pressewirksam mit politischen Forderungen zu Wort.
Weitere Aktivitäten sind historisch jedoch kaum nachweisbar. Für die dauerhafte Einflussnahme zugunsten des Reiches und gegen den Separatismus erwiesen sich andere Vehikel als tauglicher, etwa durch eigene Pressedienste für die bayerischen Provinzzeitungen wie die Süddeutsche Demokratische Korrespondenz und die daraus entstandene Presseagentur Süddeutscher Zeitungsdienst, die in Osterkorns Verlagsanstalt München-Pasing erschienen und vom DDP-Politiker Geßler gefördert wurden.